# Орден «За выдающиеся заслуги»
Орден «За выдающиеся заслуги» (англ. Distinguished Service Order) — военная награда Великобритании, а ранее и других стран Содружества, награда за добродетельную или выдающуюся службу офицеров вооружённых сил во время войны, обычно в сражении. Несмотря на название, фактически является не рыцарским орденом, а знаком отличия, так как одно и то же лицо может представляться к нему не один раз (максимально известно о четырех награждениях, как, например, Бернарда Фрейберга, Арнольда Джексона или Падди Мэйна).

## История
Орден был учреждён 6 сентября 1886 года королевой Викторией, а Royal Warrant опубликован 9 ноября. Обычно орденом награждаются офицеры со званием майор (или его эквивалента) или выше, но иногда и особо отличившиеся младшие офицеры.
Хотя обычно он давался за службу в боевых условиях, но между 1914 и 1916 им награждали при обстоятельствах, которые нельзя считать боевыми (часто штабных офицеров, что вызвало раздражение фронтовиков). После 1 января 1917, полевых командиров проинструктировали представлять к этой награде только участвовавших в бою. Орденом было награждено 8981 человек во Второй мировой войне, о каждом награждении писала The London Gazette. До 1943 года орден давался только упомянутым в донесениях.
Всего насчитывается 16 человек, которые были награждены орденом «За выдающиеся заслуги», а затем получили три планки к нему за повторные награждения.
С 1993 года эта награда была ограничена только выдающейся службой (например, командование любого уровня), после введения Креста «За выдающуюся храбрость» в качестве второй по величине награды за храбрость.

## Привилегии
Получившие награду официально называются «компаньоны ордена» и имеют право ставить после имени буквы «DSO». Следующая планка добавляется к ленте владельца ордена при получении второй награды. Планки обозначаются звёздочкам (*/**/***) или словами — DSO & Three Bars (орден с тремя планками).

## Знаки ордена
Знак награды — золотой крест белой эмали. В центре — золотой лавровый венок зелёной эмали, в нём золотая корона Империи на фоне красной эмали. На обороте золотой королевский вензель на красном фоне, в зелёном лавровом венке. Знак через кольцо крепится к золотой прямоугольной планке, украшенной лавровыми ветвями. Планка крепится к орденской ленте. Сверху к ленте крепится вторая золотая планка, украшенная лавровыми ветвями. Лента шириной 28 мм, красная с узкими синими полосами по краями. Знаки выдаются без имён, но некоторые получатели гравируют свои имена на обороте планки.
Так как в британской наградной системе не предусмотрено ношение нескольких знаков одной и той же награды, при повторном награждении выдаётся прямоугольная планка для закрепления на ленте награды. Планка повторного награждения ордена «За выдающиеся заслуги» золотая с короной Империи в центре. На оборотной стороне планки выгравирован год награждения.
- — орденская планка.
- — орденская планка награждённых дважды.
- — орденская планка награждённых трижды.
- — орденская планка награждённых четырежды.

## Российские и советские кавалеры ордена
- Баранов, Виктор Кириллович
- Геловани, Константин Леванович
- Гуцунаев, Казбулат Шамильевич
- Солдатёнков, Козьма Васильевич
- Ерошенко, Василий Николаевич
- Игнатов, Николай Васильевич
- Казаков, Александр Александрович
- Катуков, Михаил Ефимович
- Миронов, Павел Васильевич
- Мищенко, Андрей Авксентьевич[1]
- Малинин, Михаил Сергеевич
- Сгибнев, Пётр Георгиевич
- Ткачёв, Вячеслав Матвеевич
- Наумов, Александр Фёдорович
- Хрещатицкий, Борис Ростиславович
- Чистов, Владимир Афанасьевич

## См.также
- Категория:Кавалеры ордена «За выдающиеся заслуги»